# Steve Rucchin
Steve Andrew Rucchin (* 4. července 1971 v Thunder Bay, Ontario) je bývalý kanadský hokejový útočník.

## Hráčská kariéra
Studoval biologii na univerzitě v západním Ontariu v roce 1990, kde také hrával univerzitní hokej v soutěži OUAA. Po ukončení univerzity se vydal na profesionální dráhu hokeje. V NHL byl vybrán v Supplemental Draftu pořádaném v roce 1994 ze druhé pozice týmem Mighty Ducks of Anaheim.
Jeho první sezonou mezi profesionály byla sezóna 1994/95 v nižší zámořské soutěži IHL za San Diego Gulls, kvůli stávce hráčů začal ročník později. Po startu zkráceného ročníku se hned zabydlel v základní sestavě Ducks. V Mighty Ducks nakonec setrval deset sezon a se stal ikonou klubu spolu s Paulem Kariyou nebo Teemu Selännem. V sezóně 1996/97 nasbíral 67 bodů za 19 branek a 48 asistencí – nejvíce ve své kariéře. Od roku 2000 byl určen zástupcem kapitána a po odchodu Paula Kariyi do Colorado Avalanche v roce 2003 byl ve své poslední sezoně v týmu kapitánem družstva. V době odchodu z Ducks měl nejvíce odehraných zápasů v historii týmu, o deset více než druhý Kariya. Během výluky v sezoně 2004/05 nikde nehrál.
V srpnu 2005 byl Rucchin vyměněn do New York Rangers za kanadského útočníka Trevora Gilliese a výběr ve čtvrtém kole vstupního draftu NHL 2007 (touto volbou byl vybrán Brett Bruneteau). V organizaci New York Rangers byl zvolen zástupcem kapitána. Po roce stráveném v Rangers se nedohodl na pokračování spolupráce a stal se volným hráčem. 3. července 2006 podepsal tříletou smlouvu s Atlantou Thrashers, v hodnotě 8,5 milionu dolarů.  Hned v úvodní sezoně zmeškal posledních 25 zápasů základní části kvůli otřesu mozku. V následující sezóně neodehrál žádný zápas kvůli postkomočnímu syndromu a následky ho doprovázely po celé trvání sezóny, byl proto donucen ukončit hráčskou kariéru.

## Prvenství
- Debut v NHL – 20. ledna 1995 (Edmonton Oilers proti Mighty Ducks of Anaheim)
- První asistence v NHL – 23. ledna 1995 (Mighty Ducks of Anaheim proti Edmonton Oilers)
- První gól v NHL – 9. února 1995 (Calgary Flames proti Mighty Ducks of Anaheim, kanadskému brankáři Trevor Kidd)

## Klubová statistika
| Sezóna       | Klub                    | Soutěž       |     | Základní část | Základní část | Základní část | Základní část | Základní část |   | Play off | Play off | Play off | Play off | Play off |
| Sezóna       | Klub                    | Soutěž       | Z   | G             | A             | B             | TM            | Z             | G | A        | B        | TM       |          |          |
| 1989–90      | Thamesford Trojans      | SOJHL        | 2   | 1             | 2             | 3             | 0             | —             | — | —        | —        | —        |          |          |
| 1990–91      | U. of Western Ontario   | OUAA         | 34  | 13            | 16            | 29            | 14            | —             | — | —        | —        | —        |          |          |
| 1991–92      | U. of Western Ontario   | OUAA         | 37  | 28            | 34            | 62            | 36            | —             | — | —        | —        | —        |          |          |
| 1992–93      | U. of Western Ontario   | OUAA         | 34  | 22            | 26            | 48            | 16            | —             | — | —        | —        | —        |          |          |
| 1993–94      | U. of Western Ontario   | OUAA         | 35  | 30            | 23            | 53            | 30            | —             | — | —        | —        | —        |          |          |
| 1994–95      | San Diego Gulls         | IHL          | 41  | 11            | 15            | 26            | 14            | —             | — | —        | —        | —        |          |          |
| 1994–95      | Mighty Ducks of Anaheim | NHL          | 43  | 6             | 11            | 17            | 23            | —             | — | —        | —        | —        |          |          |
| 1995–96      | Mighty Ducks of Anaheim | NHL          | 64  | 19            | 25            | 44            | 12            | —             | — | —        | —        | —        |          |          |
| 1996–97      | Mighty Ducks of Anaheim | NHL          | 79  | 19            | 48            | 67            | 24            | 8             | 1 | 2        | 3        | 10       |          |          |
| 1997–98      | Mighty Ducks of Anaheim | NHL          | 72  | 17            | 36            | 53            | 13            | —             | — | —        | —        | —        |          |          |
| 1998–99      | Mighty Ducks of Anaheim | NHL          | 69  | 23            | 39            | 62            | 22            | 4             | 0 | 3        | 3        | 0        |          |          |
| 1999–00      | Mighty Ducks of Anaheim | NHL          | 71  | 19            | 38            | 57            | 16            | —             | — | —        | —        | —        |          |          |
| 2000–01      | Mighty Ducks of Anaheim | NHL          | 16  | 3             | 5             | 8             | 0             | —             | — | —        | —        | —        |          |          |
| 2001–02      | Mighty Ducks of Anaheim | NHL          | 38  | 7             | 16            | 23            | 6             | —             | — | —        | —        | —        |          |          |
| 2002–03      | Mighty Ducks of Anaheim | NHL          | 82  | 20            | 38            | 58            | 12            | 21            | 7 | 3        | 10       | 2        |          |          |
| 2003–04      | Mighty Ducks of Anaheim | NHL          | 82  | 20            | 23            | 43            | 12            | —             | — | —        | —        | —        |          |          |
| 2005–06      | New York Rangers        | NHL          | 72  | 13            | 23            | 36            | 10            | 4             | 1 | 0        | 1        | 0        |          |          |
| 2006–07      | Atlanta Thrashers       | NHL          | 47  | 5             | 16            | 21            | 14            | —             | — | —        | —        | —        |          |          |
| Celkem v NHL | Celkem v NHL            | Celkem v NHL | 735 | 171           | 318           | 489           | 164           | 37            | 9 | 8        | 17       | 12       |          |          |

## Reprezentace
| Rok                       | Tým                       | Soutěž                    | Z | G | A | B | TM |
| ------------------------- | ------------------------- | ------------------------- | - | - | - | - | -- |
| 1998                      | Kanada                    | MS                        | 6 | 1 | 2 | 3 | 2  |
| Seniorská kariéra celkově | Seniorská kariéra celkově | Seniorská kariéra celkově | 6 | 1 | 2 | 3 | 2  |